# Domenico Giacobazzi
Domenico Giacobazzi (Roma, 1444 - Roma, 2 de julho de 1527) foi um cardeal do século XVII.

## Biografia
Giacobazzi nasceu em uma família patrícia. Terceiro dos cinco filhos de Cristoforo Giacobazzi de Facheschis. Seu sobrenome também está listado como Giacobacci; como Jacobazzi; como Jacobácio; e como Jacobatii. Tio do Cardeal Girolamo Verallo (1549).
Estudou teologia e utroque iure, tanto direito canônico quanto civil. Advogado consistorial em 1485. Auditor da Sagrada Rota Romana em 1493; mais tarde, seu reitor. Cânon do capítulo da basílica patriarcal do Vaticano em 1503.
Eleito bispo de Nocera dei Pagani em 8 de novembro de 1511; renunciou ao governo da sé em favor de seu irmão Andrea Giacobazzi, em 14 de agosto de 1517. Participou do Quinto Concílio de Latrão. Presidente do Arquiginásio de Roma. Vigário geral do papa.
Criado cardeal-presbítero no consistório de 1º de julho de 1517; recebeu o chapéu vermelho e o título de S. Lorenzo em Pansiperna em 6 de julho; manteve o título em comenda até sua morte. Optou pelo título de S. Bartolomeo all'Isola em 10 de julho de 1517 e pelo título de S. Clemente em 20 de agosto de 1519. Administrador da sé de Cassano, de 2 de dezembro de 1519 até 23 de março de 1523.
Giacobazzi participou do conclave de 1521-1522, que elegeu o Papa Adriano VI, e do conclave de 1523, que elegeu o Papa Clemente VII. Camerlengo do Sagrado Colégio dos Cardeais, de 11 de janeiro de 1527 até sua morte. Nomeado novamente bispo de Nocera dei Pagani com a morte de seu irmão, o bispo Andrea, em 1524; ocupou a sé até sua morte. Compôs um tratado sobre a história dos concílios que teve várias edições.
O Cardeal Domenico Giacobazzi morreu em Roma em 2 de julho de 1527 e foi sepultado na igreja de S. Eustáquio.